# Sørreisa
Sørreisa (en sami septentrional: Ráisavuona) és un municipi situat al comtat de Troms, Noruega. Té 3,452 habitants (2016) i la seva superfície és de 362.95 km².